# Schistophyle horishana
Schistophyle horishana är en fjärilsart som beskrevs av Matsumura 1931. Schistophyle horishana ingår i släktet Schistophyle och familjen mätare. Inga underarter finns listade.